# Hans-Joachim Wilke

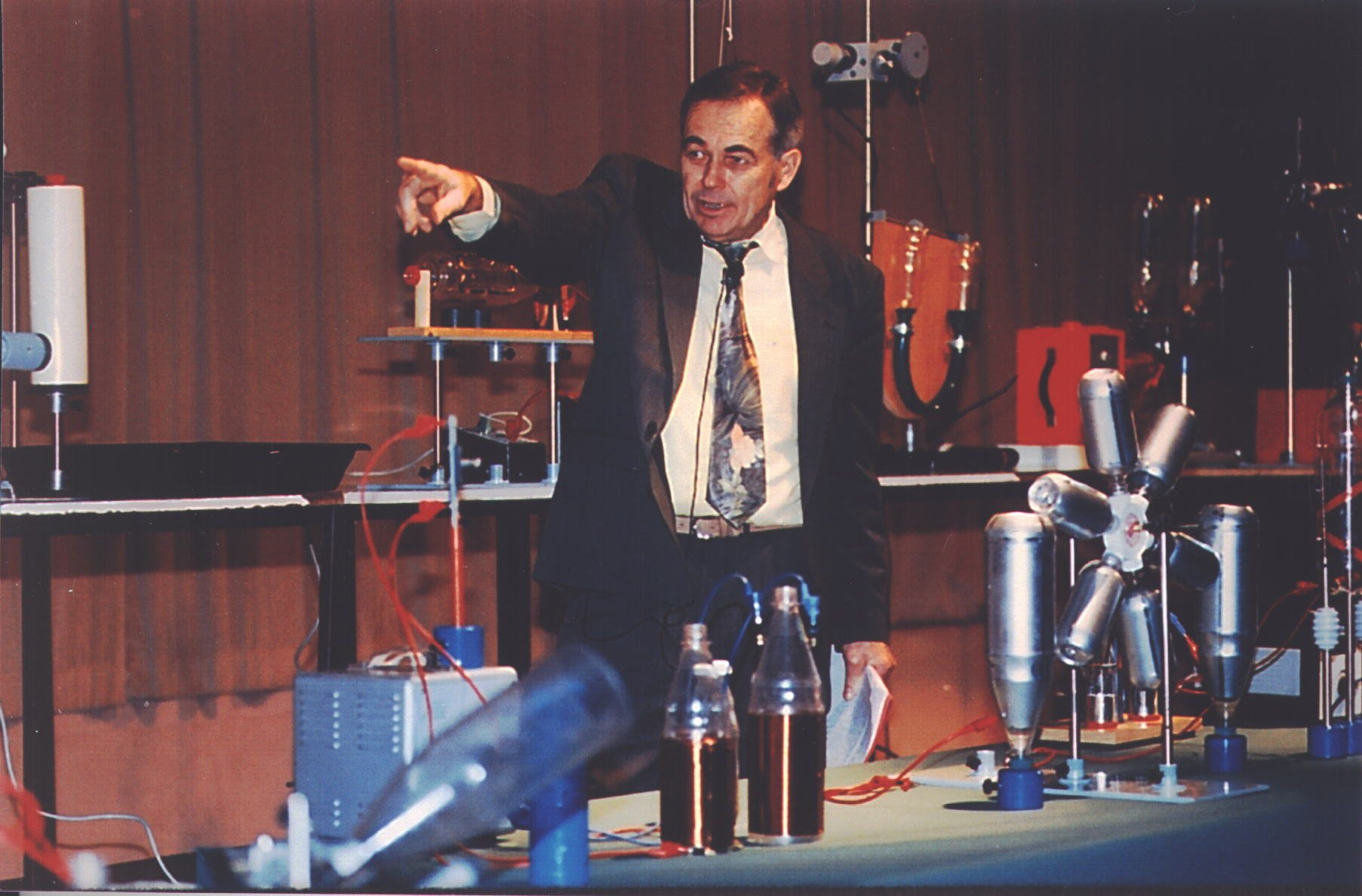
Hans-Joachim Wilke

Hans-Joachim Wilke (* 14. August 1934 in Garnsdorf; † 13. Oktober 2020 in Dresden) war ein deutscher Physiker und Physikdidaktiker.

## Leben und Wirken
Hans-Joachim Wilke begann 1953 das Studium der Physik und Mathematik an der Pädagogischen Hochschule Potsdam, das er 1957 mit dem Staatsexamen als Oberstufenlehrer beendete. 1958 unterrichtete er für ein Schuljahr an der Oberschule Aschersleben. Im Anschluss war er kurzzeitig als wissenschaftlicher Mitarbeiter am Pädagogischen Institut Halle/Saale tätig. 1960 kehrte er an die Pädagogische Hochschule Potsdam als wissenschaftlicher Mitarbeiter im Bereich Methodik des Physikunterrichts zurück. 1969 erfolgte dort die Promotion A auf dem Gebiet der Experimentalphysik und 1978 die Promotion B auf dem Gebiet der Physikdidaktik in Verbindung mit der Verleihung der Facultas Docendi auf diesem Fachgebiet. 1983 folgte er dem Ruf der Pädagogischen Hochschule Dresden als ordentlicher Professor für Methodik des Physikunterrichts. Im Zuge der Eingliederung der Pädagogischen Hochschule Dresden in die TU Dresden erfolgte 1992 die Berufung zum Professor für Didaktik der Physik an der TU Dresden.
Hans-Joachim Wilke war ein Meister des Experimentierens. Ziel seiner jahrzehntelangen Forschung war die Verbesserung des Physikunterrichts und der damit verbundenen Begeisterung von Jung und Alt für die Physik. Berühmtheit über die Landesgrenzen hinaus erlangte er in seinen zahlreichen Experimentalvorträgen im Rahmen der MNU, Gesellschaft für Didaktik der Chemie und Physik, DPG, Samstagsuniversität der TU Dresden, Kinderuniversität sowie auf Fachkongressen, Lehrerfortbildungen, Wissenschaftsfestivals im DESY, bei der Bayer AG und im Deutschen Museum in München. Im Vordergrund standen dabei selbst entwickelte Versuchsanordnungen zur Vermittlung physikalischer Sachverhalte für den Physikunterricht meist aus alltäglichen Gegenständen. Viele dieser insgesamt über 1000 produktionsreif entwickelten Experimentieranordnungen befinden sich heute in Lehrmittelkatalogen bzw. als Grundausstattung in jedem Physikunterrichtsraum. Die vielfältigen Ergebnisse seiner Forschung wurden in mehr als 500 Publikationen in Fachzeitschriften und Büchern veröffentlicht. Neben seiner Tätigkeit in Forschung und Lehre wurde er bekannt als Moderator von Physikunterrichtssendungen im DDR-Fernsehen, Autor von Lehrbüchern, Tafelwerken, Wissensspeichern und Experimentieranleitungen für den Physikunterricht im Volk und Wissen Verlag, im Cornelsen Verlag und im Ernst Klett Verlag. Er war Herausgeber der Reihe "Physikalische Schulexperimente" und gemeinsam mit Professor Helmut Mikelskis Herausgeber des Standardwerks "Physik Plus" der gleichnamigen Schulbuchreihe im Volk und Wissen Verlag.
Unter seiner Leitung entstanden neben der letzten Generation der Physiklehrpläne der DDR auch die ersten sächsischen Lehrpläne für Physik an Mittelschulen und Gymnasien.
Der Name und das Wirken von Hans-Joachim Wilke steht für die Lehrer und Hochschullehrer der ehemaligen DDR, denen es gelungen ist, im wiedervereinigten Deutschland an ihre erfolgreiche Arbeit anzuknüpfen und so auch den oft vermissten Transfer an Know-how für den Unterricht in Ost-West-Richtung auf den Weg zu bringen.
Für sein Wirken im Bereich der Physikdidaktik und der experimentellen Physik wurde er 2001 vom Deutschen Verein zur Förderung des mathematischen und naturwissenschaftlichen Unterrichts mit dem Archimedes-Preis und 2004 von der Deutschen Physikalischen Gesellschaft mit dem Robert-Wichard-Pohl-Preis geehrt.